# Mejanas e lo Clap
Mejanas e lo Clap (en francès Méjannes-le-Clap) és un municipi francès situat al departament del Gard i a la regió d'Occitània.